# Asunción (California)
Asunción es un área no incorporada ubicada en el condado de San Luis Obispo en el estado estadounidense de California. Asunción se encuentra ubicada a lo largo de Ruta 101 entre Templeton y Atascadero.

## Geografía
Asunción se encuentra ubicada en las coordenadas 35°30′54″N 120°40′46″O / 35.51500, -120.67944.